# Эквадорская академия языка
Эквадорская академия языка (Accademia Ecuatoriana de la Lengua) представляет собой ассоциацию ученых и экспертов по использованию испанского языка в Эквадоре .
Академия была основана 4 марта 1875 года в Кито после того, как Королевская академия испанского языка дала разрешение на создание национальных академий в 1870 году. Это решение было направлено на объединение региональных интеллектуальных и литературных групп. Эквадорская академия языка является высшим культурным учреждением Эквадора. 